# マグノリアベーカリー

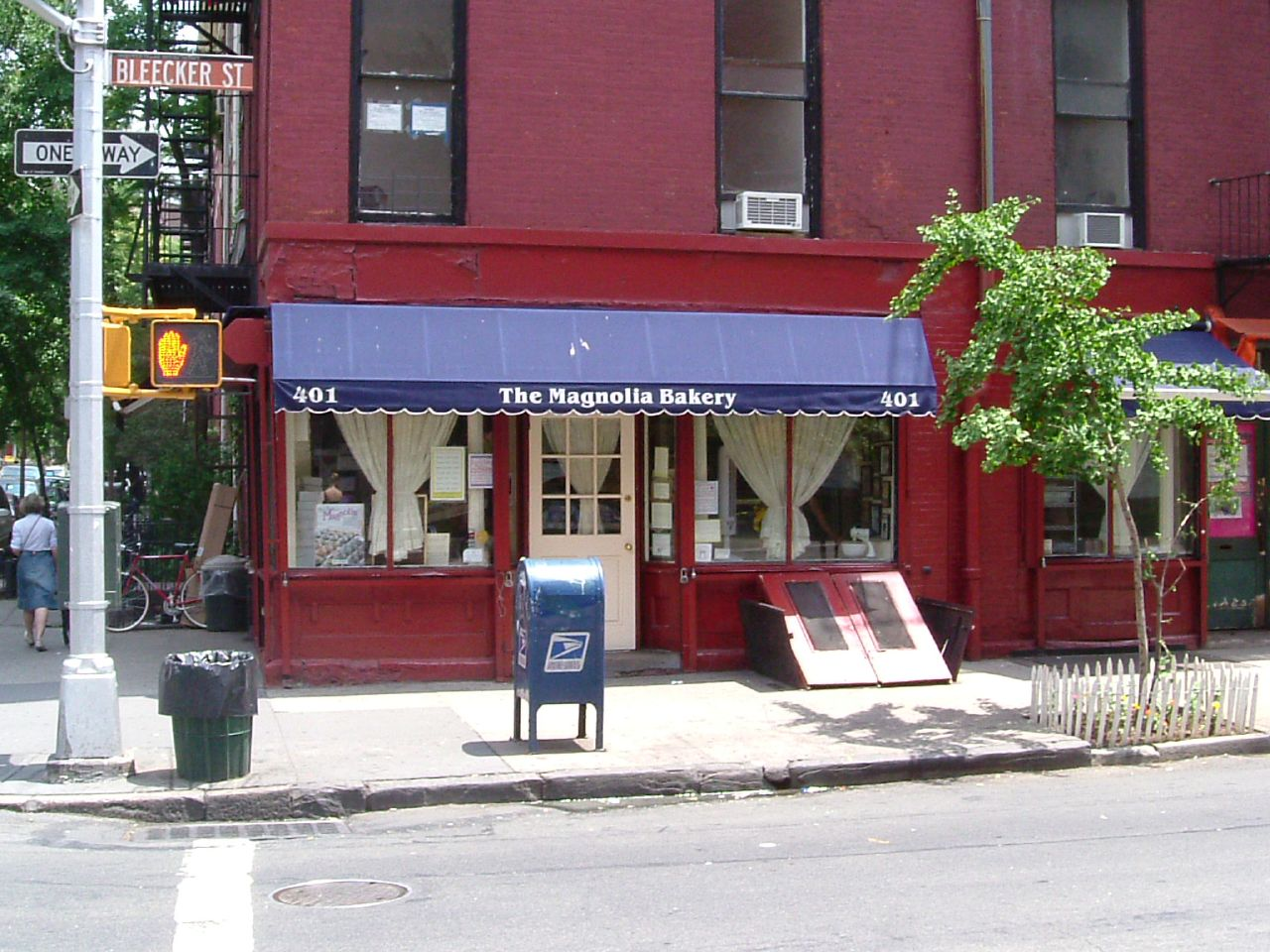
ブリーカー・ストリート401番地のマグノリアベーカリー

マグノリアベーカリー (英語: Magnolia Bakery) はニューヨークで設立されたベーカリーのチェーンである。1996年に1号店がマンハッタンのウエスト・ヴィレッジ地域にあるブリーカー・ストリート401番地（ブリーカー・ストリートと西11番街が交差する角）にオープンし、その後は各地に支店が作られた。このベーカリーはデザート類、とくにカップケーキで有名であり、1990年代から2000年代初めにかけてニューヨークで起こったカップケーキブームの火付け役のひとつと見なされている。

## 商品
マグノリアベーカリーは伝統的なアメリカの菓子提供をコンセプトとしている。店内のインテリアは「おばあちゃんの台所」をイメージしている。
パステルカラーのバタークリームをふんだんに用いてデコレーションを施したカップケーキが名物である。カップケーキは1個あたり5センチほどで手のひらにのる程度の大きさである。このカップケーキは「砂糖や卵白を泡立てたふわっとクリーミーなアイシング」が特徴である。アイシングは技術が必要で、担当する店員は40時間ほど研修を受けてやっと作れるようになるという。このようなアイシングはニューヨーク風カップケーキの特徴のひとつとされる。アイシングと比べてスポンジ部分は非常に軽い焼き上げを目指している。
店で出せる菓子・パン類のレシピは150種類ほどある。カップケーキの他、チーズケーキ、パイ、バナナプディング、マフィンなどを販売する。バナナプディングはカップケーキに並ぶ売れ筋商品である。

## 来歴

### 開店

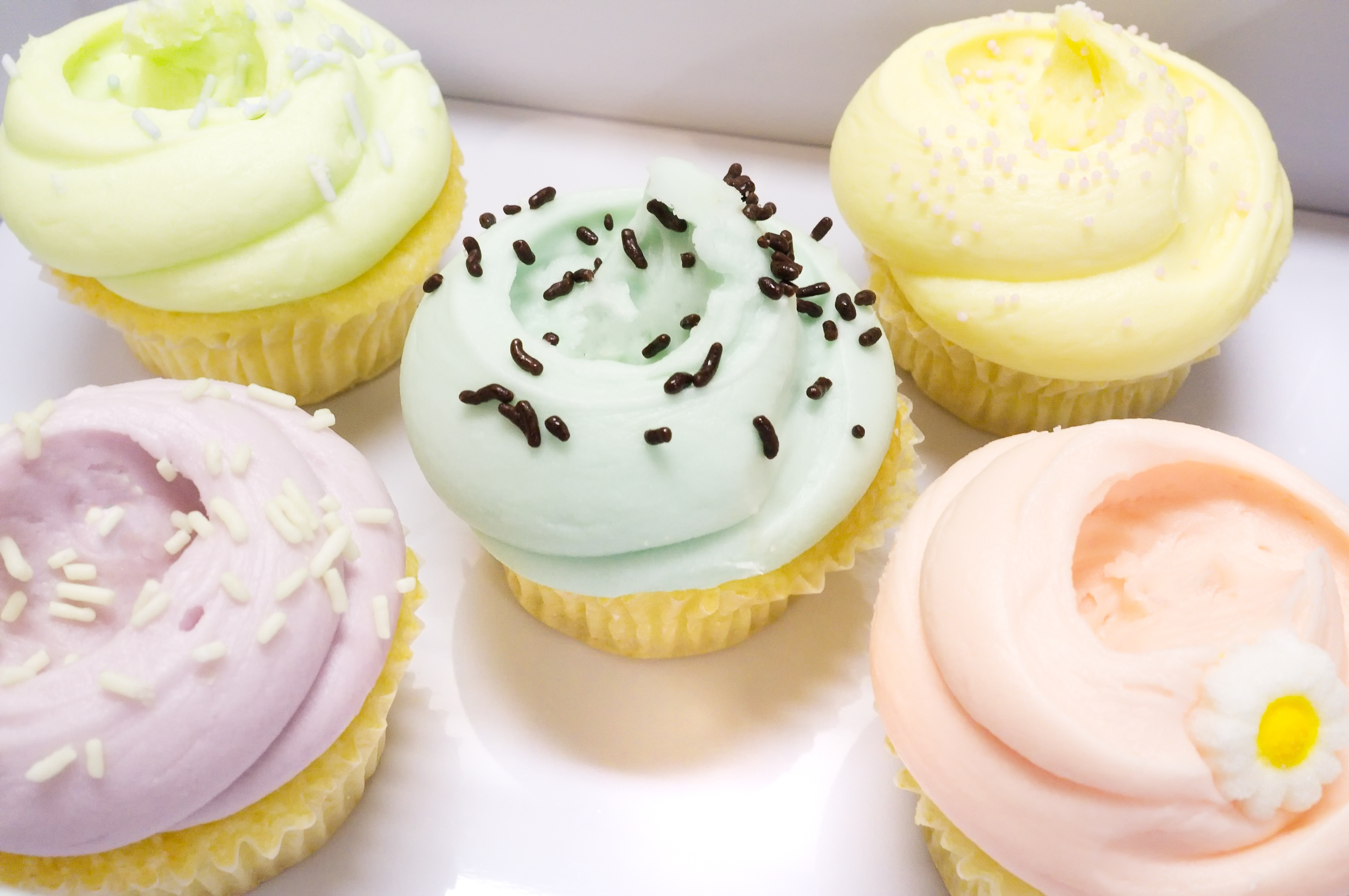
マグノリアベーカリーのカップケーキ

マグノリアベーカリーの1号店は、1996年にジェニファー・アップルとアリッサ・トリイがブリーカー・ストリート401番地に開店した。高校の友人同士であり、アップルは臨床心理士で、トリイは家族のレストランで働いていた。当初は東欧風のバントケーキなどを販売していた。

### カップケーキ販売開始

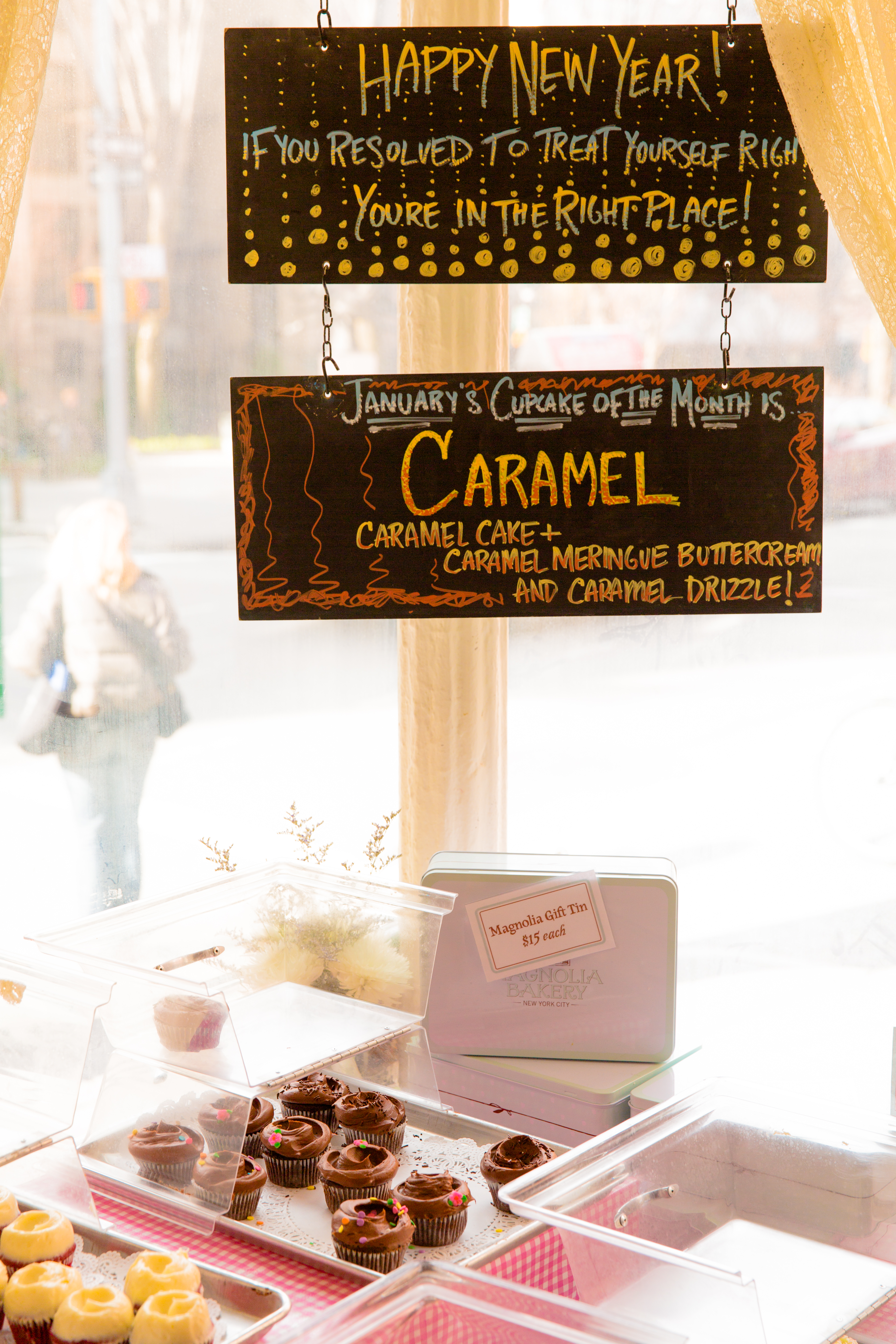
1号店の店内で販売されているカップケーキ

マグノリアベーカリーは1990年代におけるカップケーキ大流行の始まりに一役買ったと言われることがある。ある時、マグノリアベーカリーでバースデーケーキの注文を受けた際にケーキ生地が残ってしまい、この残りでカップケーキを作り始め、そのうちこのカップケーキが顧客の間で大人気となった。1997年には顧客ひとりにつきカップケーキ販売数を12個までに制限しなければならないほどよく売れるようになった。ジェニファー・アップルとアリッサ・トリイは1999年にThe Magnolia Bakery Cookbook: Old-Fashioned Recipes from New York's Sweetest Bakeryという本を刊行している。
同年、共同経営者のひとりであるジェニファー・アップルが意見の相違のためにトリイに権利を全て売って店を離れた。アップルはマンハッタンのミッドタウン・イースト、2番街973番地でバターカップ・ベイク・ショップを開いた。バターカップ・ベイク・ショップもカップケーキを販売しており、ニューヨークでのカップケーキブームが加熱することとなった。

### 『セックス・アンド・ザ・シティ』とカップケーキブーム

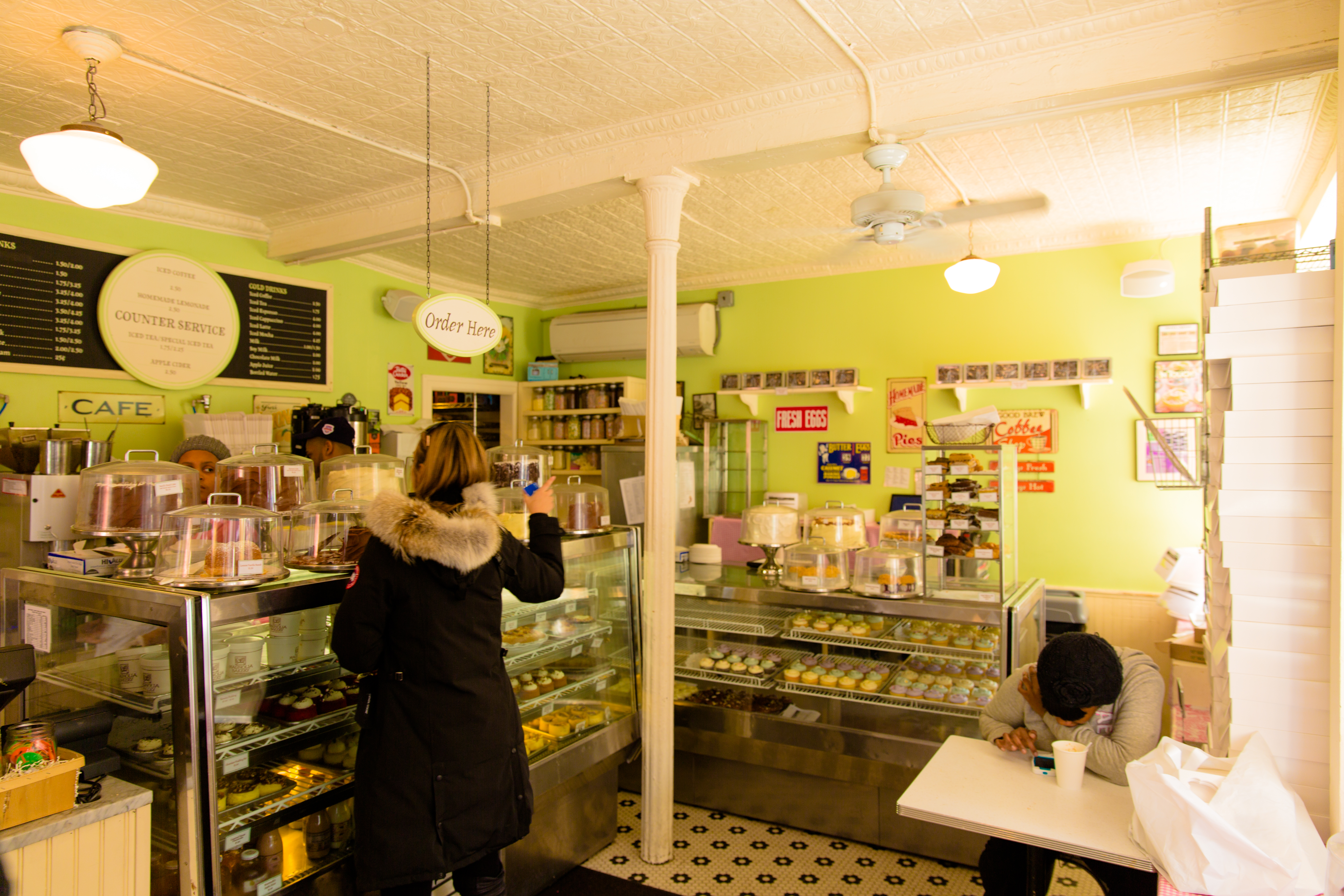
1号店の店内の様子

2000年にHBOのテレビドラマ『セックス・アンド・ザ・シティ』第3シーズン第5話「恋のボーダーライン」で、登場人物のキャリーとミランダがマグノリアベーカリー1号店の前に座ってピンクのデコレーションがついたカップケーキを食べる様子が放送された。この後にマグノリアベーカリーのカップケーキは大人気になり、観光客が店に押しかけ、『セックス・アンド・ザ・シティ』がテーマの観光ツアーバスがここに止まるようになった。放送後は1ブロックにわたって店の前に行列ができるほどの混雑であった。
カップケーキじたいがアメリカで全国的なブームになり、マグノリアベーカリーのみならず、アップルが経営するバターカップ・ベイク・ショップなどでもカップケーキが爆発的に売れるようになった。これまでは子どもや家族が主な顧客であったが、『セックス・アンド・ザ・シティ』のファン層と重なる成人女性がカップケーキを買っていくようになった。男性客も増えるようになった。2003年にはマグノリアベーカリーのストアマネジャーだった店員を中心に、また別のカップケーキ店であるビリーズ・ベーカリーが立ち上げられた。ビリーズ・ベーカリーはトム・クルーズ夫妻やリンジー・ローハンが訪れる人気店となった。マグノリアベーカリーはやがて『セックス・アンド・ザ・シティ』の観光ツアーにカップケーキを提供するだけの余裕がなくなってツアーから降りることになり、ツアー向けのカップケーキ提供はビリーズ・ベーカリーが行うようになった。同じく2003年にはバターカップベイクショップの元店員がシュガー・スウィート・サンシャインを立ち上げ、さらにクラムス・ベイク・ショップも開店するなど、カップケーキを主力とする店が多数作られた。この時期にニューヨークで流行したカップケーキはおおむね「ふわっとクリーミーなアイシング」が特徴であった。
1号店の外観とカップケーキは2005年12月の『サタデー・ナイト・ライブ』オンライン短編 "Lazy Sunday" にも登場した。2006年の映画『プラダを着た悪魔』にも登場している。

### 経営者変更とチェーン店化

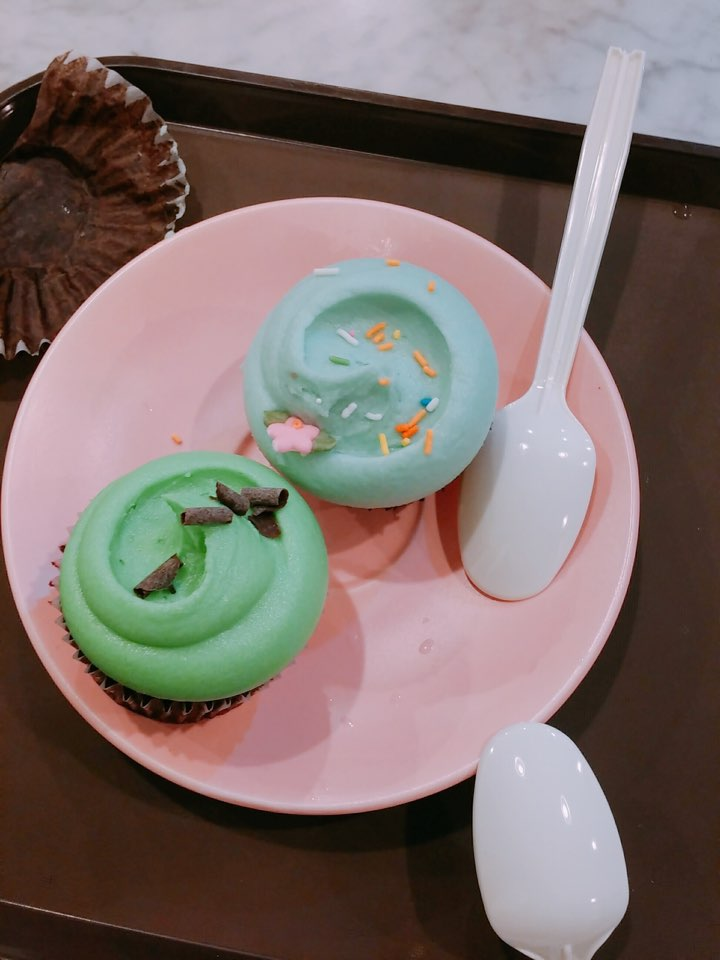
韓国のマグノリアベーカリーのカップケーキ

2006年にアリッサ・トリイはマグノリアベーカリーをスティーヴ・エイブラムズに売った。その後、マグノリアベーカリーは1号店をはじめとして、アメリカ合衆国の内外に支店を拡大した。2011年にCEOのエイブラムズは、1年に3店ほど新規開店を行う計画があると述べ、海外への事業拡大のためフランチャイズ加盟者と協働するつもりだと付け加えた。
アメリカ合衆国においては2022年5月22日時点でニューヨーク、シカゴ、ロサンゼルスに店舗がある。2015年にハワイ州のホノルルのフランチャイズ店がアメリカで初めて座ってテーブルでフルサービスを受けられるマグノリアベーカリーレストランを作った。この店は2016年に閉店した。

### 国外進出
マグノリアベーカリーのアメリカ国外における最初の店は2010年にオープンしたアラブ首長国連邦のドバイ店である。ドバイ・モールに出店した。 

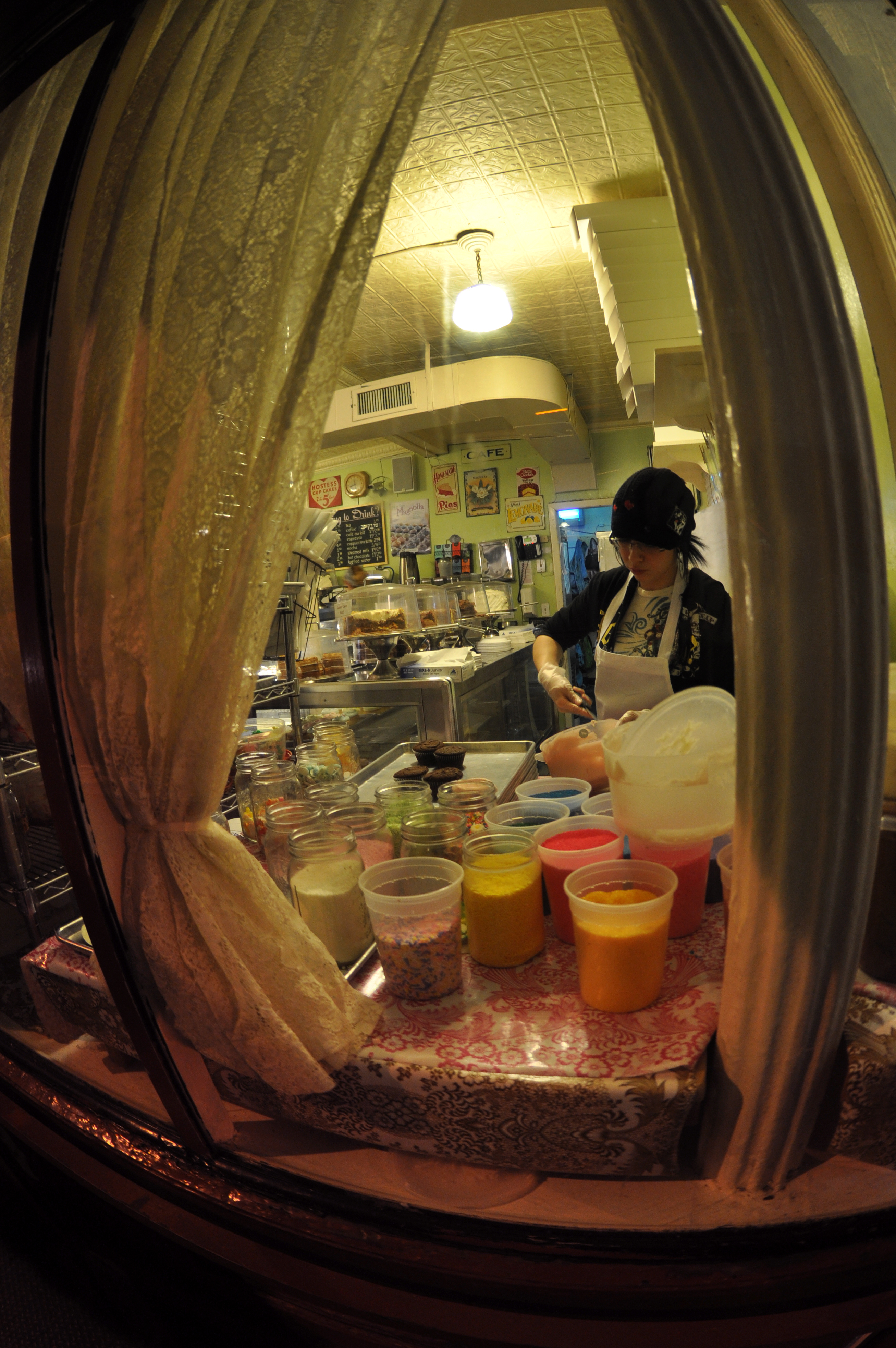
マグノリアベーカリーの厨房

2014年には東アジアの1号店として日本の表参道に支店ができた。6月16日、神宮前5-10-1のGYRE地下1階にて開店した。2010年代前半は原宿・表参道地域にアメリカに本店を有するスイーツチェーンの支店が多数出店して人気を博しており、マグノリアベーカリーもそのうちのひとつであった。日本支店についてはフード・プラネットのグループ会社であるスイートスターが運営を行っていた。表参道のマグノリアベーカリーは「N. Y.のセレブ御用達」という触れ込みであり、ニューヨーク本店のレシピを使用して全て店内で作っていた。オーブンやミキサーなどの調理器具もアメリカと同じものを使用していた。ただし材料については日本のものを使用しているところがあり、そのため日本に支店を開店するまでに時間がかかったという。「見た目のかわいさと、片手でも食べられる手軽さが売り」であった。「アメリカの家庭的な味」が女性を中心に人気を博した一方、カップケーキを「職人が目の前で美しくデコレーションする姿」も人目を引いた。9席からなるイートインスペースもあったが、テイクアウトでの販売をメインとしていた。開店からしばらくの間は行列ができる大人気ぶりであった。価格はカップケーキが1個430円からで、1日3000個以上売れる日もあった。百貨店の催事などにも出店していた。2017年6月、日本のマグノリアベーカリーの経営を手掛けていたフード・プラネットが破産を申請し、マグノリアベーカリー・ジャパンも同時に破産の手続きを始めた。表参道の店舗は2017年に閉店した。
2022年5月22日時点で、アラブ首長国連邦の他、サウジアラビア、カタール、ヨルダン、フィリピン、インドに店舗がある。2015年に韓国のソウルに支店が開店したが、閉店した。モスクワ店も開店したが、2016年7月1日に閉店した。
2014年には競合相手であり、2003年に創業したクラムス・ベイク・ショップが操業停止したが、これはマグノリアベーカリーなどの大手ライバル店に押されたためであると考えられている。この頃からカップケーキ人気の翳りも指摘されるようになった。
2018年5月、CEOのスティーヴ・エイブラムズはアメリカ中で200店ほどに及ぶマグノリアベーカリーの支店を新規開店すると発表した。マニラ、サンパウロ、ワシントンD.C.での新規店舗開店計画も発表した。2018年9月に開店したワシントンD.C.のユニオン駅支店は2020年に閉店を発表した。
2020年6月にマグノリアベーカリーは『セックス・アンド・ザ・シティ』の放送20周年を記念して無料カップケーキがあたるイベントを行った。